# Pâte de crevettes

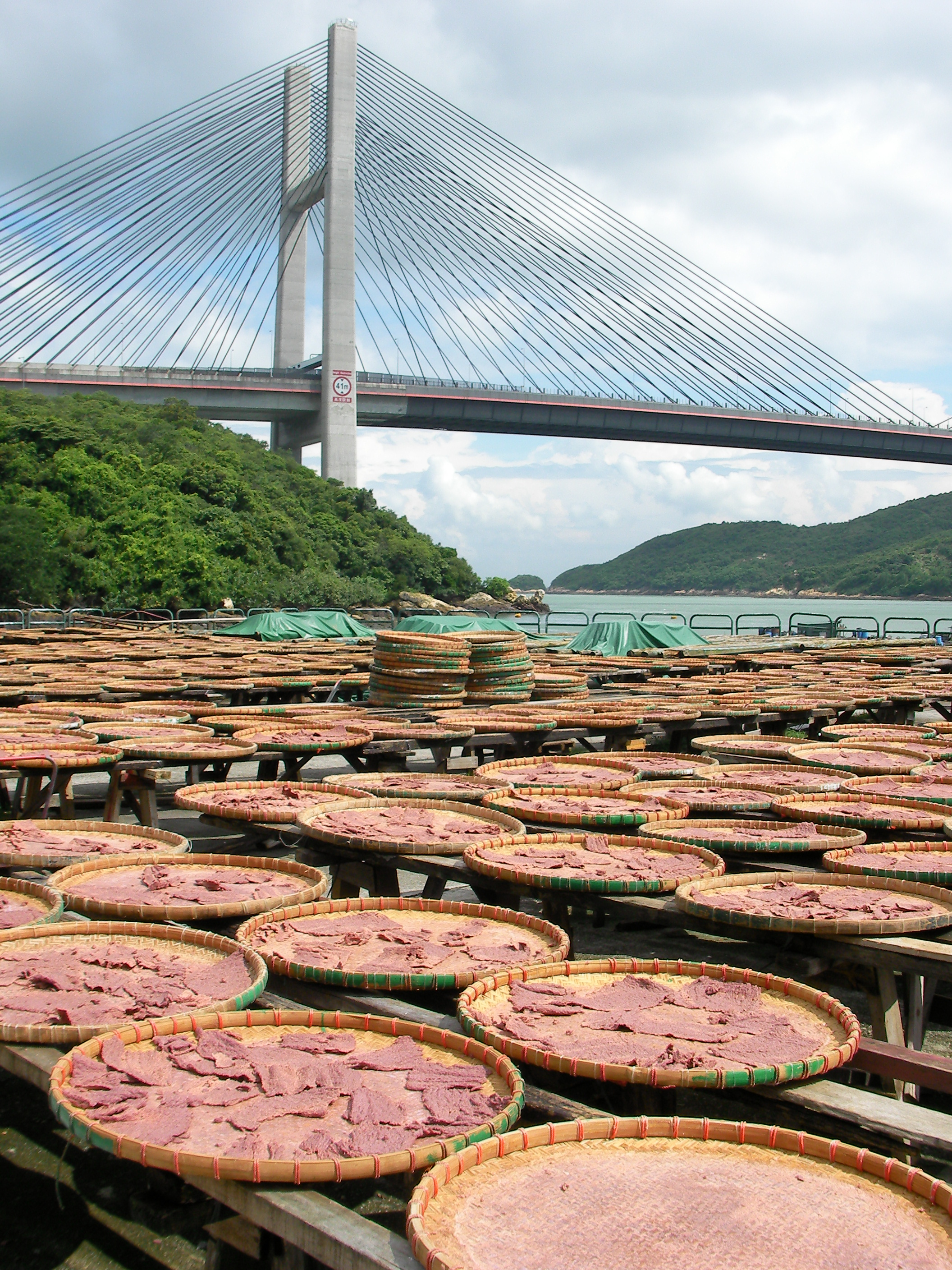
Pâte de crevettes séchant au soleil à Ma Wan (Hong Kong).

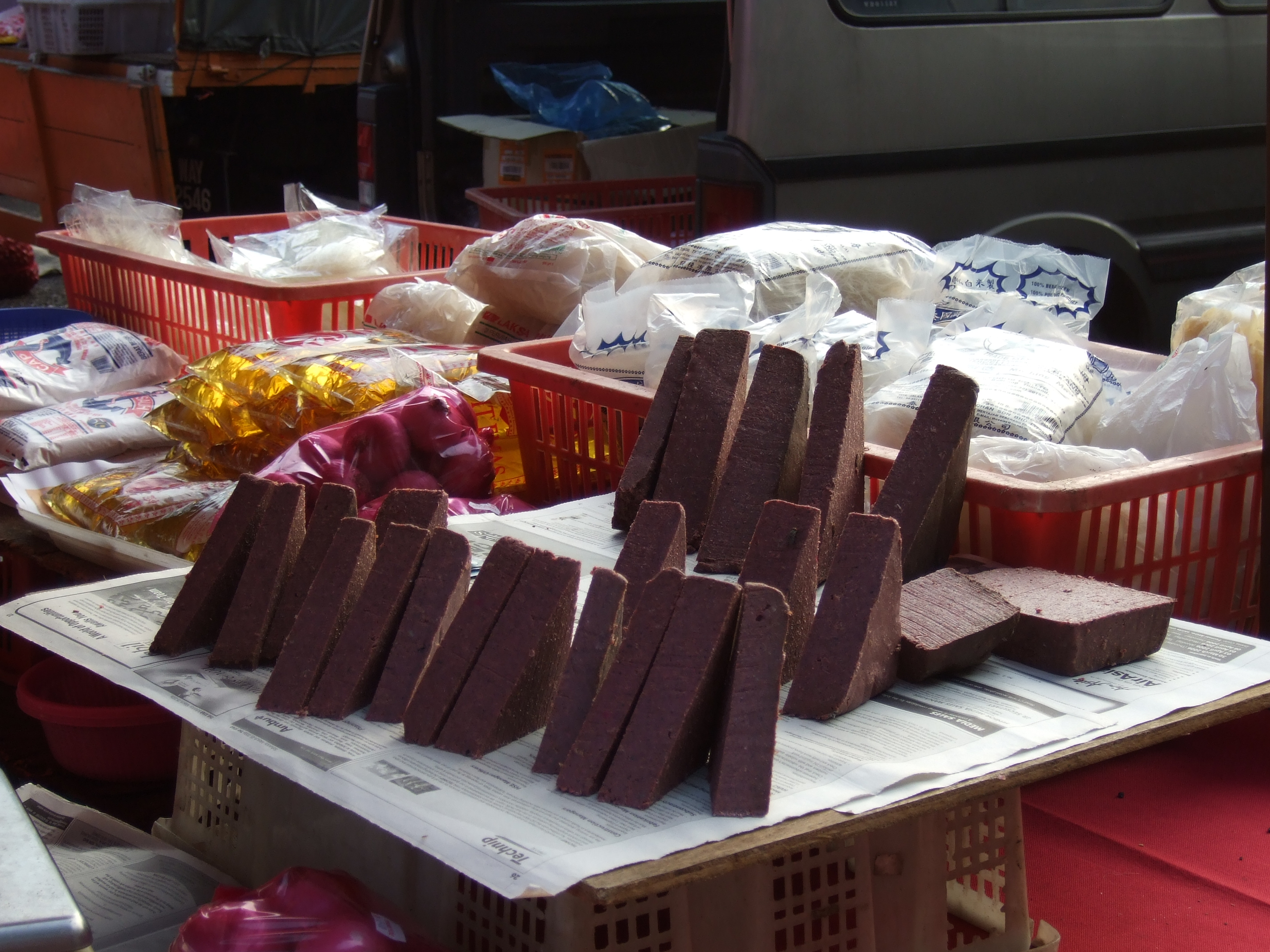
Belachan sur un marché de Malaisie.

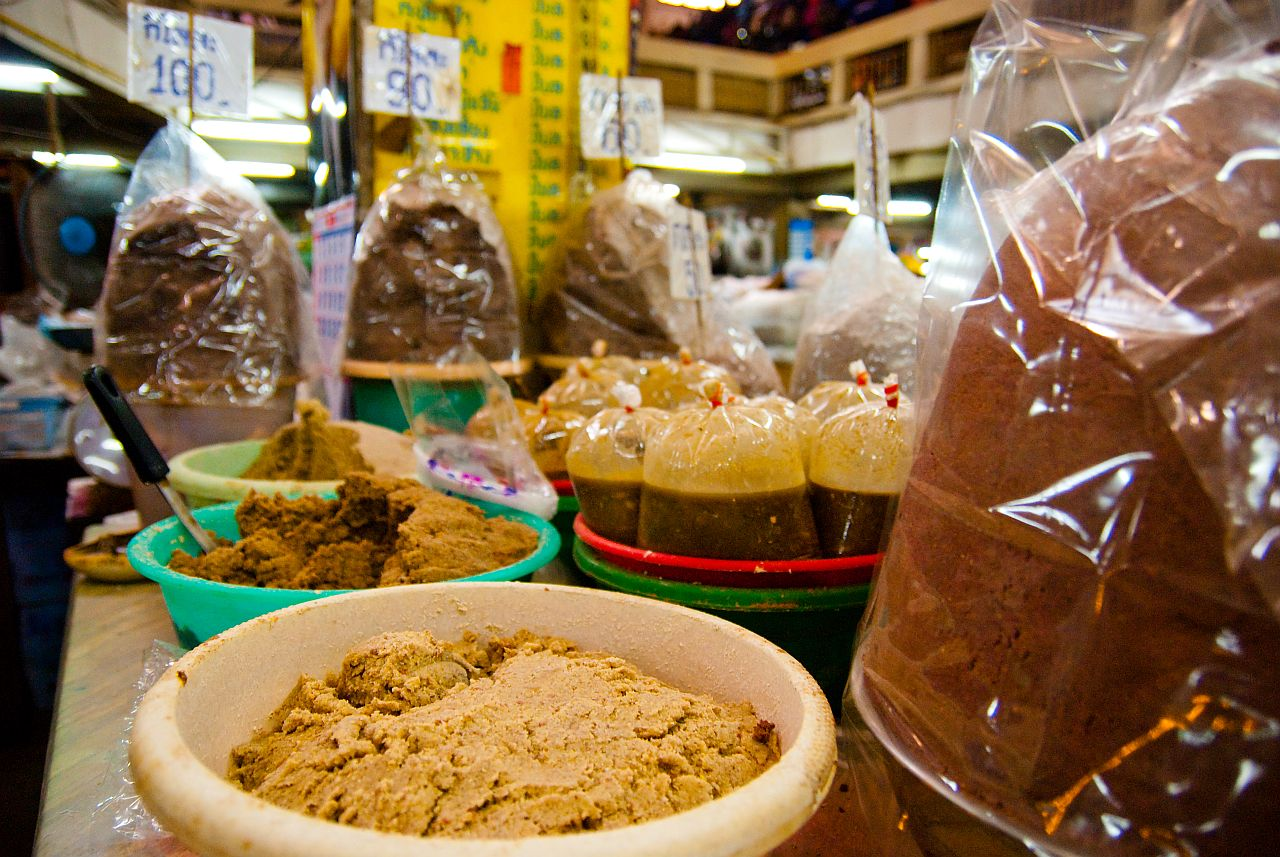
Pâte de crevettes thaïlandaise (kapi) au marché Warorot de Chiang Mai.

La pâte de crevettes est un ingrédient courant des cuisines d'Asie du Sud-Est et du sud de la Chine. Elle est connue sous le nom de terasi (trassi ou terasie) en indonésien ; ngapi (ငါးပိ, ŋəpi̯) en birman ; kapi (กะปิ) en thaï, khmer et lao ; belacan (belachan ou blachang) en malais ; mắm ruốc, mắm tép et mắm tôm en vietnamien (selon la variété de crevette utilisée) ; bagoong alamang (ou bagoong aramang) en filipino ; haam ha/ha jeung en cantonais et hom ha/hae ko (POJ : hê-ko) en minnan.
Elle est fabriquée par fermentation de crevettes hachées, séchées au soleil puis coupées en carrés. Produit cru, d'odeur forte, elle n'est pas consommée telle quelle, mais doit être cuite. C'est un ingrédient essentiel de nombreux currys et sauces. On la consomme à la plupart des repas en Asie du Sud-Est, souvent comme ingrédient des sauces pour tremper le poisson ou les légumes.

## Variétés
L'apparence des pâtes de crevettes varie d'une pâle sauce liquide à des blocs solides couleur chocolat. Celles produites à Hong Kong et au Viêt Nam sont typiquement d'un léger gris rosé, tandis que le type utilisé dans les cuisines birmane, laotienne, cambodgienne et thaïlandaise est d'un brun plus foncé.
Toutes les pâtes de crevettes ont une odeur puissante, mais elle est généralement un peu moins forte pour les qualités supérieures. La quantité de sel peut aussi varier.
L'usage culinaire recommande certaines variétés pour certaines préparations.

### Belacanetterasi

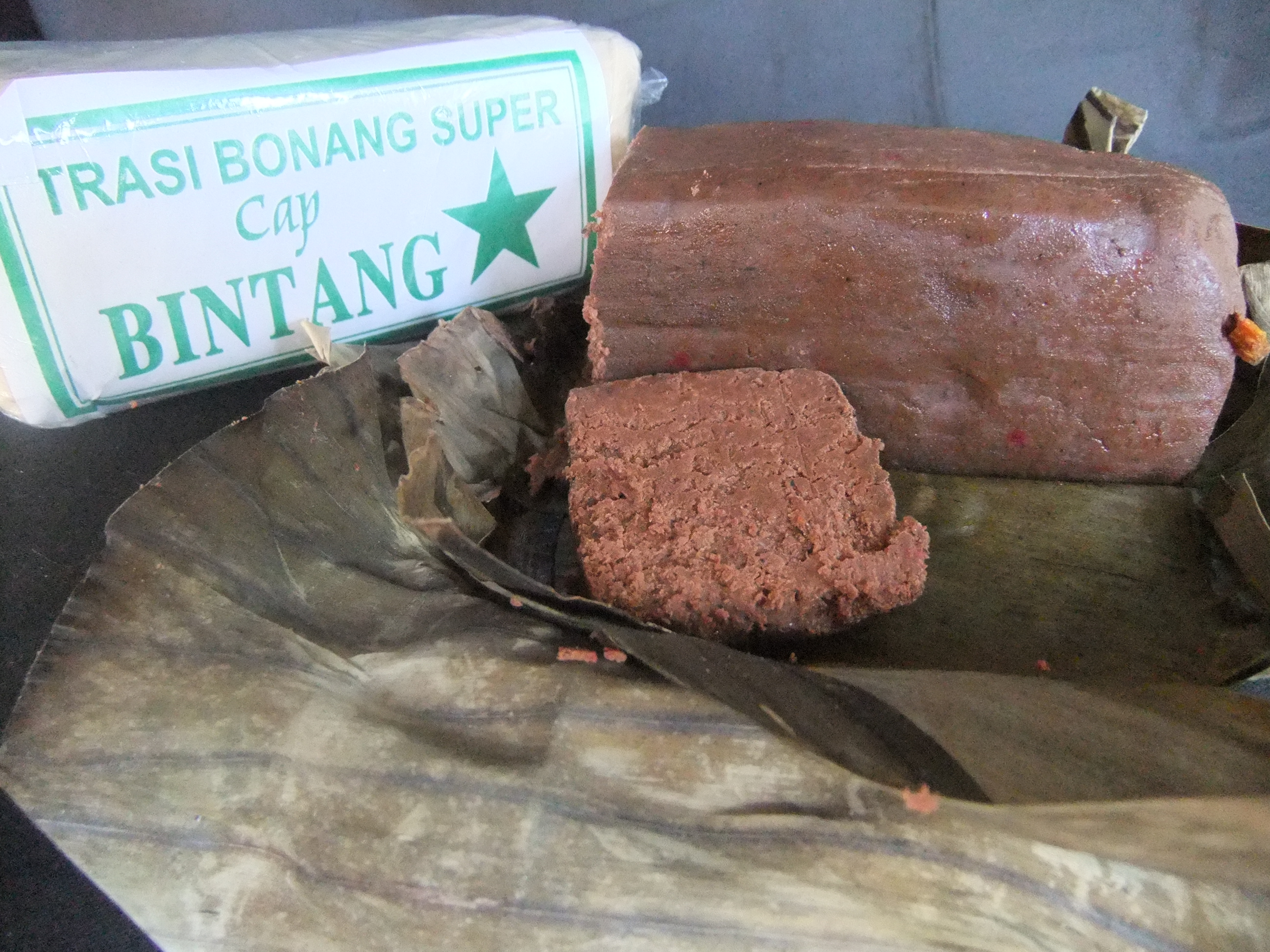
Terasi indonésien.

Le belacan, une variété malaise de pâte de crevettes, est préparé à partir de krill, connu sous le nom de geragau en kristang (créole portugais parlé en Malaisie) ou rebon en soundanais et en javanais. En Malaisie, le krill est normalement cuit à la vapeur avant d'être écrasé et mis à fermenter pendant plusieurs mois. Il est ensuite préparé, frit et compressé en blocs.
Le belacan entre dans la préparation de nombreux plats, ou mangé seul avec du riz. Une préparation populaire est le sambal belacan, un mélange de belacan grillé avec des piments, de l'ail émincé, de la pâte d'échalote et du sucre, qui est ensuite frit.
Le terasi (trassi en néerlandais), variante indonésienne de la pâte de crevettes séchées, est généralement vendu en blocs de couleur sombre, ou parfois en poudre. Sa couleur et son arôme dépendent fortement du village de production. la couleur varie d'un léger rouge-violacé au brun foncé. À Cirebon, ville de la côte nord de Java occidental, le terasi est fait de crevettes minuscules appelées rebon, origine de son nom. Dans le kabupaten de Sidoarjo (province de Java oriental), le terasi est constitué d'un mélange d'ingrédients tels que du poisson, des petites crevettes (udang) et des légumes. Le terasi est un important ingrédient du sambal terasi et de nombreux autres plats de la cuisine indonésienne comme le sayur asam (une soupe de légumes aigre-douce), le lotek, ou gado-gado (une salade à la sauce d'arachide), le karedok (semblable au lotek, mais avec des légumes crus) et le rujak (une salade de fruits pimentée).

### Bagoong alamang

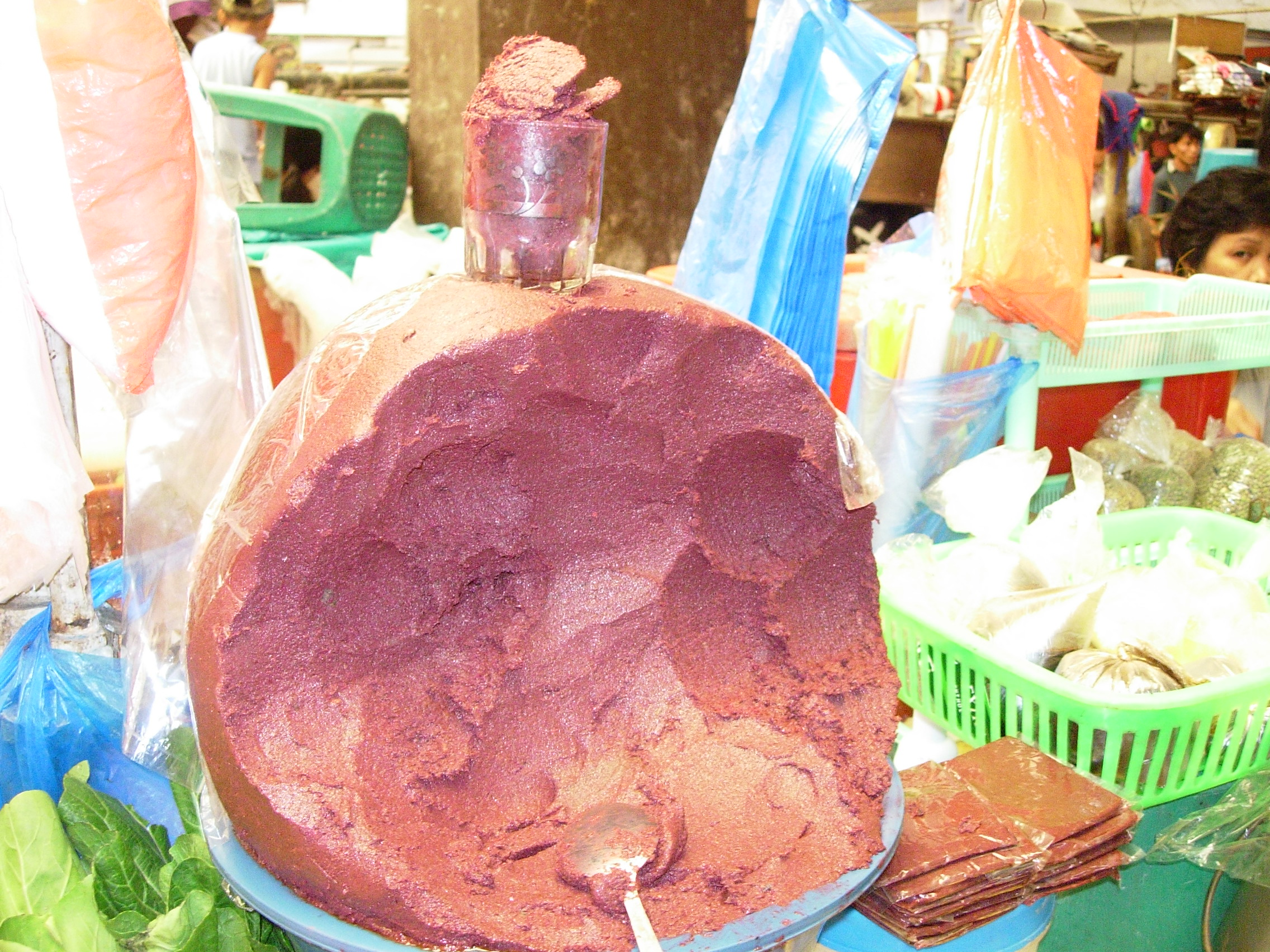
Pâte de crevettes à Dumaguete, capitale du Negros oriental.

Le bagoong alamang de la cuisine philippine est fait de petites crevettes ou de krill (alamang), habituellement mangé comme condiment de mangues vertes, ou utilisé comme ingrédient. Il varie en apparence, force et arôme selon son type. Le bagoong alamang rose et salé, vendu comme « frais », est une mixture de crevettes en saumure laissée à mariner quelques jours. Il est rarement utilisé sous cette forme, à part pour assaisonner les mangues vertes. Il est habituellement sauté avec des condiments variés et son goût varie de salé à sucré-pimenté. La couleur de la sauce dépend aussi du temps de cuisson et des ingrédients ajoutés durent celle-ci. Le cincalok est la version du bagoong alamang « frais » dans la cuisine malaisienne.
Contrairement aux autres régions d'Asie du Sud-Est, où les crevettes sont fermentées au point d'être méconnaissables ou écrasées jusqu'à une consistance onctueuse, celles du bagoong alamang sont facilement reconnaissables et la sauce elle-même contient des morceaux. Une petite quantité de bagoong cuit ou sauté est servie avec le kare-kare, un plat populaire de queue de bœuf à l'arachide. C'est aussi le condiment essentiel d'un plat de porc sauté appelé binagoongan (lit. « ce sur quoi on met du bagoong »). Le mot bagoong lui-même est partagé par sa version à base d'anchois fermentés, le bagoong terong.

### Ngapi yay
C'est un condiment liquide très populaire en Birmanie, particulièrement parmi les Birmans et les Karens. Le ngapi (à base de crevette ou de poisson, mais le ngapi de poisson est plus fréquent) est bouilli avec des oignons, de la tomate, de l'ail, du poivre et d'autres épices. Le résultat est une sauce gris-vert, qui se trouve sur toutes les tables birmanes. On y trempe des légumes frais, crus ou blanchis et des fruits (par exemple de la menthe, des choux, des tomates, des mangues ou des pommes vertes, des olives, des piments, des oignons et de l'ail) pour les manger. Dans les familles les moins riches, le ngapi yay forme parfois avec le riz le plat principal et l'unique source de protéines.

### Hom ha
C'est une pâte de crevettes appréciée dans le sud-est de la Chine. Elle est plus claire que la plupart des variétés d'Asie du Sud-Est et utilisée dans la préparation du porc, des fruits de mer ou des légumes sautés à la poêle. L'industrie de la pâte de crevettes a été historiquement importante dans la région de Hong Kong.

### Hae kooupetis udang

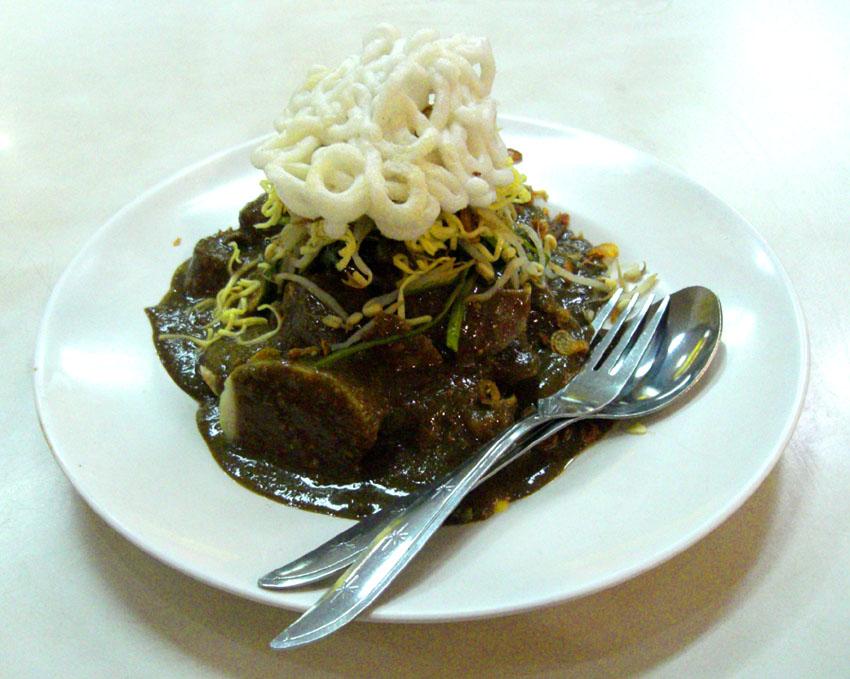
Le rujak cingur, plat de Java oriental fait de museau (cingur) de bœuf servi avec du petis.

Hae ko signifie « pâte de crevettes » en dialecte hokkien (minnan). Le terme correspondant en malais et indonésien est petis udang. Cette version de la pâte de crevettes est utilisée en Malaisie, à Singapour et en Indonésie, particulièrement dans la province de Java oriental.
Épaisse et noire, elle a une consistance de mélasse, au lieu de l'aspect de brique du belacan. Elle est aussi plus douce, car elle contient du sucre. Elle parfume les plats vendus dans la rue comme les rouleaux de printemps popiah, le curry laksa, les rouleaux de riz chee cheong fan et les salades rojak telles que le rujak cingur et le rujak petis.

## Économie

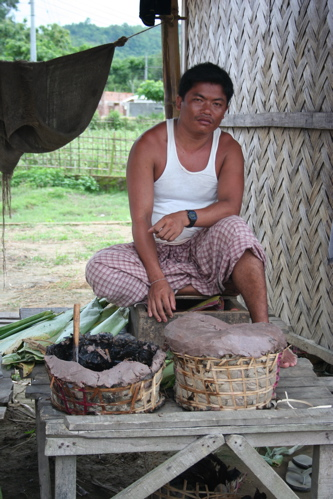
Vendeur de pâte de crevettes dans les Chittagong Hill Tracts (2006).

La pâte de crevettes continue à être fabriquée par des familles de pêcheurs dans les villages côtiers. Elle est vendue à des commerçants, à des intermédiaires ou à des distributeurs qui l'emballent pour la revendre. Elle porte souvent le nom de la région de provenance, car le mode de production et la qualité varient de village en village. Certaines régions sont réputées pour leur pâte de crevettes de qualité supérieure, comme Bagan Siapi-api dans la province indonésienne de Sumatra du Nord, les kabupaten d'Indramayu et de Cirebon dans celle de Java occidental et celui de Sidoarjo dans celle de Java oriental, ainsi que des villages comme Pulau Betong en Malaisie, l'île de Ma Wan à Hong Kong et Lingayen, dans la province philippine de Pangasinan.

## Fabrication
Les techniques de préparation sont très variées ; la plus commune est la suivante : après leur capture, les petites crevettes sont rincées, égouttées, mélangées avec du sel et laissées à reposer 1 ou 2 jours. Elles sont ensuite séchées au soleil. Après plusieurs jours, le mélange de sel et de crevettes brunit et se transforme en pulpe épaisse. Si les crevettes sont petites, la pâte est prête à consommer dès qu'elles ne sont plus reconnaissables. Si elles sont grosses, la fermentation prend plus de temps et la pulpe doit être hachée pour homogénéiser la consistance. Le processus de fermentation/hachage est répété plusieurs fois jusqu'à pleine maturation. La pâte est ensuite séchée et coupée en briques pour être vendue. Elle n'a pas besoin d'être conservée au frais.
Les fabrications industrielles recourent à des durées de fermentation plus longues (jusqu'à six mois), avec seulement un séchage final.

## Commerce

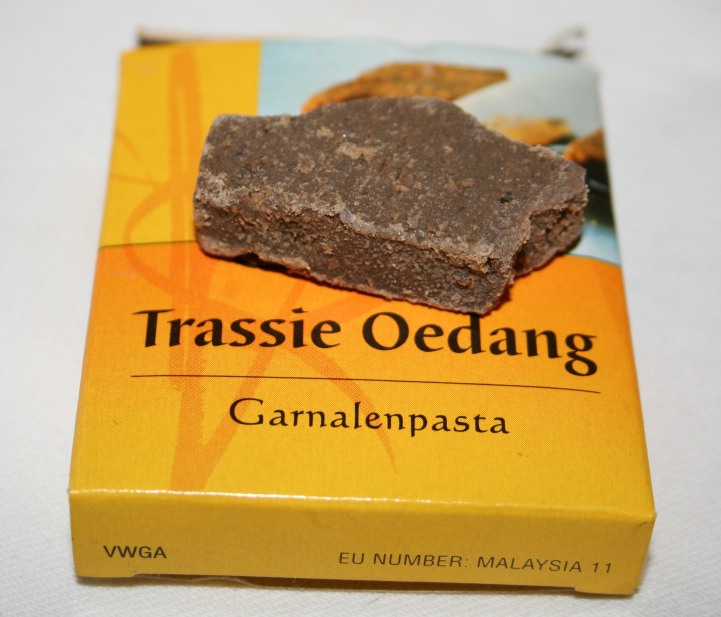
Trassi udang en vente dans un supermarché des Pays-Bas.

Hors d'Asie du Sud-Est, il est possible de trouver de la pâte de crevettes dans les supermarchés asiatiques, comme le trassie oedang (indonésien) aux Pays-Bas ou, aux États-Unis, des pâtes de crevettes thaïlandaises. On en trouve aussi facilement au Suriname, qui possède une importante population d'origine javanaise.